# Bandung Barat

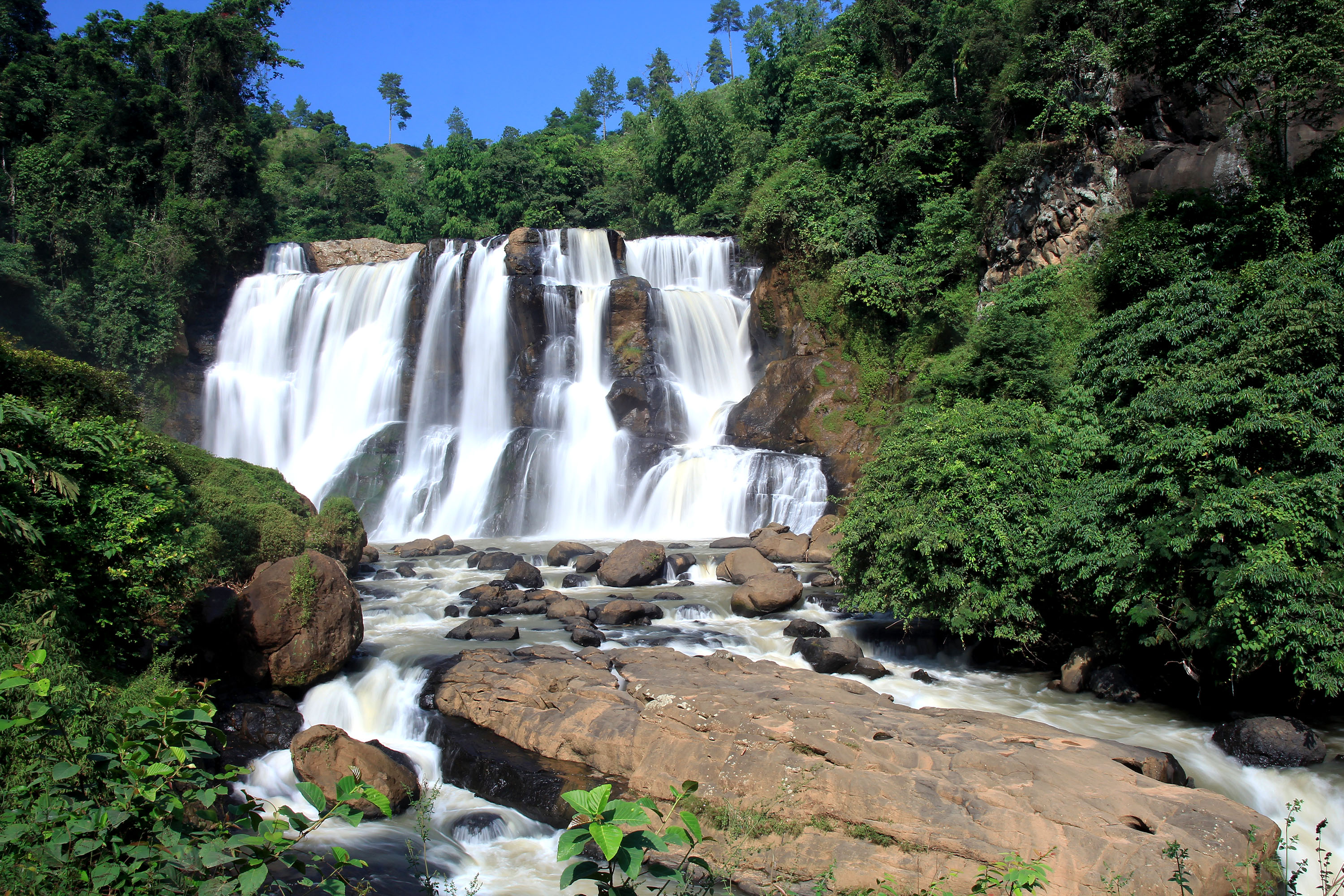
Der Malela-Wasserfall

Bandung Barat (Westbandung) ist ein indonesischer Regierungsbezirk (Kabupaten) in der Provinz Jawa Barat, im Westen der Insel Java. Ende 2021 lebten hier knapp 1,8 Millionen Menschen. Hauptstadt und Regierungssitz des Regierungsbezirks ist die Stadt Ngamprah.

## Geografie
Der Regierungsbezirk erstreckt sich zwischen 6°41′ und 7°19′ s. Br. sowie 107°22′ und 108°05′ ö. L. und hat folgende Nachbarn:
- Kabupaten Cianjur im Südwesten und Westen,
- Kabupaten Puwakarta im Norden,
- Kabupaten Subang im Nordosten,
- Kabupaten UND Kota Bandung sowie Kota Cimahi im Osten.

## Verwaltungsgliederung
Der Regierungsbezirk Bandung Barat gliedert sich administrativ in 16 Distrikte (Kecamatan), deren Hauptorte (Verwaltungssitze, Ibu Kota) den gleichen Namen tragen. Eine weitere Unterteilung erfolgt in 165 Dörfer (Desa), 2.383 RW (Rukun Warga) und 9.016 RT (Rukun Tetangga).
| Code 1   | Kecamatan Distrikt     | Fläche (km²) | Einwohner Census 2010 2 | Volkszählung 2020 | Volkszählung 2020 | Volkszählung 2020 | Anzahl der Dörfer 6 |
| Code 1   | Kecamatan Distrikt     | Fläche (km²) | Einwohner Census 2010 2 | Einwohner 3       | 0Dichte 40        | Sex Ratio 5       | Anzahl der Dörfer 6 |
| -------- | ---------------------- | ------------ | ----------------------- | ----------------- | ----------------- | ----------------- | ------------------- |
| 32.17.01 | Lembang                | 95,56        | 173.350                 | 197.640           | 2.068,2           | 104,3             | 16                  |
| 32.17.02 | Parongpong             | 45,15        | 97.724                  | 113.005           | 2.502,9           | 103,4             | 7                   |
| 32.17.03 | Cisarua                | 55,11        | 66.826                  | 79.154            | 1.436,3           | 103,9             | 8                   |
| 32.17.04 | Cikalongwetan          | 112,93       | 108.480                 | 128.106           | 1.134,4           | 104,4             | 13                  |
| 32.17.05 | Cipeundeuy             | 101,09       | 74.749                  | 88.007            | 870,6             | 104,4             | 12                  |
| 32.17.06 | Ngamprah               | 36,01        | 154.166                 | 177.690           | 4.934,5           | 103,5             | 11                  |
| 32.17.07 | Cipatat                | 126,05       | 119.376                 | 140.301           | 1.113,1           | 104,3             | 12                  |
| 32.17.08 | Padalarang             | 51,40        | 155.534                 | 181.359           | 3.528,4           | 103,9             | 10                  |
| 32.17.09 | Batujajar              | 32,04        | 114.254                 | 107.835           | 3.365,6           | 103,2             | 7                   |
| 32.17.10 | Cihampelas             | 46,99        | 102.518                 | 132.659           | 2.823,1           | 105,5             | 10                  |
| 32.17.11 | Cililin                | 76,79        | 80.235                  | 95.470            | 1.243,3           | 105,6             | 11                  |
| 32.17.12 | Cipongkor              | 79,96        | 81.813                  | 99.991            | 1.250,5           | 105,0             | 14                  |
| 32.17.13 | Rongga                 | 113,12       | 51.521                  | 60.666            | 536,3             | 106,2             | 8                   |
| 32.17.14 | Sindangkerta           | 120,47       | 61.296                  | 73.458            | 609,8             | 103,1             | 11                  |
| 32.17.15 | Gununghalu             | 160,64       | 68.442                  | 79.175            | 492,9             | 105,8             | 9                   |
| 32.17.16 | Saguling               | 51,46        | – 7                     | 33.820            | 657,2             | 104,2             | 6                   |
| 32.17    | Kab. Bandung Barat 000 | 1.305,77     | 1.506.448               | 1.788.336         | 1.369,6           | 104,3             | 165                 |

## Demografie
Zur Volkszählung im September 2020 (Sensus Penduduk – SP2020) lebten in Bandung Barat 1.788.336 Menschen, davon 875.251 (48,94 %) Frauen und 913.085 Männer.

### Bevölkerungsentwicklung der letzten drei Semester (Halbjahre) und Volkszählungsergebnisse
| Datum      | Fläche (km²) | Einwohner  | Einwohner    | Einwohner    | Bevölke- rungsdichte (Einw. je km²) | Sex Ratio (Männer pro 100 Frauen) |
| Datum      | Fläche (km²) | 00gesamt00 | 00männlich00 | 00weiblich00 | Bevölke- rungsdichte (Einw. je km²) | Sex Ratio (Männer pro 100 Frauen) |
| ---------- | ------------ | ---------- | ------------ | ------------ | ----------------------------------- | --------------------------------- |
| 31.12.2020 | 1306,00      | 1.674.393  | 854.196      | 820.197      | 1.282,1                             | 104,2                             |
| 30.06.2021 | 1305,77      | 1.662.706  | 848.502      | 814.204      | 1.273,4                             | 104,2                             |
| 31.12.2021 | 1283,44      | 1.780.767  | 907.144      | 873.623      | 1.387,5                             | 103,8                             |

Ende 2021 bekannten sich 98,41 Prozent der Gesamtbevölkerung zum Islam – 1,51 % waren Christen (20.451 ev.-luth., 6.427 röm.-kath.) sowie 0,03 % Buddhisten.

## Geschichte
Die Idee, den Regierungsbezirk Bandung in zwei getrennte Regierungsbezirke aufzuteilen, entstand 1999 auf der Grundlage eines Vorschlags des derzeitigen Regenten (H.U. Hatta Djati Permana) an das Parlament, die Idee der Abspaltung des westlichen Teils des bestehenden Regierungsbezirk  Bandung zu prüfen und zu genehmigen. Bevor die Abspaltung erfolgreich abgeschlossen wurde, wurde der Bandunger Vorort Cimahi (ein aus drei Bezirken bestehendes Gebiet, das früher Teil der Regierungsbezirk Bandung war) zur autonomen Stadt erhoben. Nachdem Cimahi eine autonome Verwaltung geworden war, wurde der Wunsch laut, den westlichen Teil des Regierungsbezirk Bandung als eigenen Regierungsbezirk abzutrennen.
Im Jahr 2007 genehmigte die indonesische Regierung durch das Gesetz Nr. 12 schließlich den Vorschlag, den westlichen Teil des Regierungsbezirk Bandung abzutrennen und den neuen Regierungsbezirk Bandung Barat zu bilden.